# Повне зібрання творів Михайла Грушевського
Повне зібрання творів Михайла Грушевського — найповніше 50-томне видання творчої спадщини видатного вченого і громадського діяча (всі опубліковані й неопубліковані твори, його епістолярна, мемуарна спадщина й архів). Виходить з 2002 у видавництві «Світ» (Львів).
Кожний окремий том упорядковують фахівці з інститутів археографії, археології, історії України, літератури, співробітники архівних установ і музеїв Львова та Києва.
У першому томі кожної серії вміщена вступна стаття, яка досліджує окремий напрям діяльності вченого. Закінчуються томи коментарем, примітками і покажчиками.
Том 1: Суспільно-політичні твори (1894–1907). — Львів: Світ, 2002. — 529 с. (Інститут української археографії та джерелознавства ім. М. С. Грушевського НАН України). ISBN 966-603-223-6; 966-603-224-4 (т. 1).
Цим томом започатковується видання творів видатного історика і громадсько-політичного діяча Михайла Грушевського (1866–1934). У першому томі вміщено статті історіософського характеру, які визначали напрям і діяльність національно-визвольного руху наприкінці XIX — на початку XX ст., а також публіцистику вченого 1894–1907 років, що друкувалися переважно в журналі «Літературно-науковий вісник».
Том 2: Суспільно-політичні твори (1907–1914). — Львів: Світ, 2005. — 704 с. ISBN 966-603-223-6; 966-603-000-0 (т. 2).
2 том є продовженням серії «Суспільно-політичні твори» 50-томного зібрання праць М. С. Грушевського. У ньому вміщені публіцистичні статті вченого, що друкувалися у 1907–1914 рр. у журналі «Літературно-науковий вісник».
Том 3: Суспільно-політичні твори (1907 — березень 1917). — Львів: Світ, 2005. — 792 с. ISBN 966-603-223-6; 966-603-453-0 (т. 3).
3 том серії «Суспільно-політичні твори» 50-томного зібрання праць М. С. Грушевського хронологічно пов'язаний з попереднім томом. У ньому вміщені статті історика, друковані в періодичних виданнях від 1907 р. до початку Української революції (березень 1917 р.). Сюди увійшли публікації з «Ради», «Діла», «Села», «Засіву», «Украинской жизни» та ін., а також низка маловідомих публіцистичних праць, виявлених під час упорядкування тому.
Том 4. Книга 1: Суспільно-політичні твори (доба Української Центральної Ради, березень 1917 — квітень 1918). — Львів: Світ, 2007. — 432 с. ISBN 978-966-603-223-5; 978-966-603-499-4 (т. 4, кн. І).
Перша книга 4 тому 50-томного зібрання праць М. С. Грушевського продовжує серію суспільно-політичних творів і вміщує публіцистичний доробок видатного історика й державного діяча доби Української Центральної Ради. Статті, промови та звернення М. С. Грушевського, видруковані на сторінках періодичних видань упродовж березня 1917 р. — квітня 1918 р., а також ширші праці, що вийшли окремими брошурами, стали вагомим внеском у розробку концепції Української революції та залишилися важливим джерелом для вивчення й осмислення бурхливих поточних подій зазначеного історичного періоду.
Том 4. Книга 2: Суспільно-політичні твори (листопад 1918 р. - жовтень 1926 р.). — Львів: Світ, 2013. — 576 с. ISBN 978-966-603-847-3.
Друга книга 4 тому 50-томного зібрання праць М. Грушевського завершує серію суспільно-політичних творів і вміщує публіцистичний доробок вченого і політика 1918-1926 рр. Основний масив праць – це публіцистика еміграційного періоду історика. Діяльність М. Грушевського на чолі Закордонної делегації Української партії соціалістів-революціонерів, його політичні погляди початку 20-х років відображені в численних публікаціях вченого на сторінках заснованого ним журналу «Борітеся – Поборете!», які становлять окремий тематичний розділ книги. Цінним джерелом вивчення голоду 1921-1923 рр. в Україні стала низка листів М. Грушевського до американських та канадійських українців із закликом складати пожертви на підтримку земляків, відомостями про діяльність очолюваного ним Союзу «Голодним України».
Том 5: Історичні студії та розвідки (1888–1896). — Львів: Світ, 2003. — 592 с. ISBN 966-603-223-6; 966-603-276-7 (т. 5).
5 том зібрання праць М. С. Грушевського у 50-ти томах розпочинає нову серію «Історичні студії та розвідки». У ньому вміщені статті, джерелознавчі розвідки та науково-інформаційні публікації, які друкувалися в журналах «Киевская старина», «Чтения ИОНЛ», «Правді», «Записках НТШ» протягом 1888–1896 рр.
Том 6: Історичні студії та розвідки (1895–1900). — Львів: Світ, 2004. — 696 с. ISBN 966-603-223-6; 966-603-367-4 (т. 6).
6 том зібрання праць М. С. Грушевського є другим томом серії «Історичні студії та розвідки» і охоплює період 1895–1900 рр. У ньому вміщені публікації документів, джерелознавчі розвідки і передмови, історичні статті та науково-інформаційні матеріали.
Том 7: Історичні студії та розвідки (1900–1906). — Львів: Світ, 2005. — 792 с. ISBN 966-603-223-6; 966-603-439-5 (т. 7).
7 том зібрання праць М. С. Грушевського продовжує серію «Історичні студії та розвідки» і охоплює період 1900–1906 рр. У ньому вміщені археографічні публікації, передмови, історичні статті, огляди, рецензії та некрологи пам'яті видатних постатей того часу.
Том 8: Історичні студії та розвідки (1906–1916). — Львів: Світ, 2007. — 776 с. ISBN 978-966-603-223-5; 978-966-603-484-0 (т. 8).
8 том зібрання праць М. С. Грушевського продовжує серію «Історичні студії та розвідки» і охоплює період 1906–1916 рр. У томі вміщені численні історичні статті, огляди, рецензії, археографічні передмови та публікації вченого, некрологи й посмертні згадки про істориків, суспільних діячів — сучасників Грушевського.
Том 9: Історичні студії та розвідки (1917–1923). — Львів: Світ, 2009. — 592 с. ISBN 978-966-603-223-5; 978-966-603-628-8 (т. 9).
9 том зібрання праць М. С. Грушевського продовжує серію «Історичні студії та розвідки» і охоплює період 1917–1923 рр., а також містить додатки за роки 1908–1916. У томі вміщені історичні статті, огляди, науково-популярні праці вченого.
Том 10. Книга 1: Історичні студії та розвідки (1924— 1930)/ упор. О.Юркова. — 2015. — 600 с. ISBN 978-966-603-223-5; 978-966-603-921-0 (Т. 10. Кн. І).
Перша книга 10 тому 50-томного зібрання творів М.Грушевського продовжує серію “Історичні студії та розвідки”. У книзі вміщені 28 статей з історії України, української історіографії, соціології та етнології, що були написані визначним українським істориком у 1924—1930 рр. в радянській Україні та опубліковані у виданнях Всеукраїнської академії наук та за кордоном. Статті, надруковані М.Грушевським вперше іноземними мовами, подаються у книзі у перекладі на українську та мовою оригіналу.
Том 10. Книга 2: Історичні студії та розвідки (1930— 1934); Рецензії та огляди (1924—1930)/ упор. О.Юркова. — 2015. — 552 с. ISBN 978-966-603-223-5; 978-966-603-922-7 (Т. 10. Кн. II).
Друга книга 10 тому 50-томного зібрання творів М.Грушевського містить праці визначного українського історика, об’єднані у двох серіях — “Історичні студії та розвідки” і “Рецензії та огляди”. У першій з них представлено шість останніх статей М.Грушевського, написаних упродовж 1930—1934 рр. і присвячених історії України, українській історіографії та історії української літератури. Остання велика студія — “Историограф Малой России” (1934) — Друкується вперше. У другій серії публікуються 60 рецензій та рецензійних оглядів, підготовлених вченим у 1924—1930 рр. (у 1931—1934 pp. М. Грушевський рецензій не писав), дев’ять з них також друкуються вперше.
Том 10. Книга 3: Серія "Історичні студії та розвідки" — очікує фінансування
До 10 тому Книги 3 включені написані автором передмови до перших томів часописів, що він започатковував у 1920-х рр., та творів інших вчених; редакційні статті до тематичних випусків наукових журналів; рецензії на праці українських та іноземних вчених; мовознавчі замітки та інформаційні повідомлення.
Том 11: Літературно-критичні праці (1883–1931), «По світу». — Львів: Світ, 2008. — 784 с. ISBN 978-966-603-223-5; 978-966-603-568-7 (т. 11)
Том 11 зібрання праць М. С. Грушевського у 50-ти томах відкриває серію «Літературно-критичні та художні твори», до якої увійшли статті, виступи, передмови та рецензії Грушевського на літературні теми. Тексти, написані упродовж 1883–1931 рр., окреслюють читачеві позицію вченого щодо цілої низки літературних явищ і постатей кінця XIX—початку XX ст., визначають його роль у тогочасному літературному процесі. Також у томі опубліковане культурологічне есе «По світу», в основу якого покладені враження від подорожей найвизначнішими містами Італії.
Том 12: Поезія (1882–1903). Проза, драматичні твори, переклади (1883–1886)  — Львів: Світ, 2011. — 544 с. ISBN 978-966-603-223-6; 978-966-603-682-0 (т. 12)
У 12 томі 50-томного зібрання праць М. Грушевського, який продовжує серію «Літературно-критичні та художні твори», представлена рання літературна творчість М. Грушевського періоду його навчання у гімназії (1882–1886): поезія, проза, драматичні проби, переклади. Ці твори мають свою літературну вартість, доповнюють наші уявлення про великого вченого і політика, а також цікаві як документи доби. Більшість із них за життя автора не була опублікована, тому в т. 12 подаємо їх за архівними рукописами.
Том 13 : Серія "Літературно-критичні та художні твори (1887-1924)"  / Ін-т л-ри ім. Т. Г. Шевченка ; [упорядкув., комент. Галина Бурлака]. - Львів: Світ, 2012. - 591 с. - 5000 экз. - ISBN 978-966-603-742-1 (т.13)
Останній з трьох томів серії «Літературно-критичні та художні твори» умістив завершені літературні тексти і фрагменти 1887—1924 років. Представлені оригінальні прозові й драматичні твори М. Грушевського, а також низка перекладів. Частина матеріалів публікується вперше.
Том 14: Рецензії та огляди (1888–1897). — Львів: Світ, 2008. — 432 с. ISBN 978-966-603-223-5; 978-966-603-592-2 (т. 14)
Том 14 розпочинає нову серію повного зібрання творів М. С. Грушевського в 50 т. — «Рецензії та огляди». Видатний історик написав упродовж свого життя близько 700 рецензій, оглядів, бібліографічних заміток на історичну тематику, фактично започаткувавши українську рецензійну школу. Його публікації в цьому науковому жанрі є вагомим внеском в українську історіографію.
Том 15: Серія "Рецензії та огляди" (1898-1904) / [упоряд.: В. Шульга, В. Тельвак ; передм. В. Тельвак]. - Львів: Світ, 2012. - XXIV, 550 с. : портр. - 5000 экз. - ISBN 978-966-603-743-8 (Т. 15)
15 том повного зібрання праць М.Грушевського продовжує серію «Рецензії та огляди» і містить рецензії, огляди та замітки вченого, опубліковані в «ЗНТШ» протягом 1898—1904 рр. Ці публікації стосуються проблем археології, антропології, етнографії, давньої історії слов’ян, українського середньовіччя і завдяки своїй жанровій специфіці є важливим джерелом визначення професійних орієнтирів історика та окреслюють коло завдань, які стояли перед українськими істориками наприкінці ХІХ — на початку XX ст.
Том 16: Серія "Рецензії та огляди" (1905-1913) / [упорядкув., передм., комент. - М. Капраль, А. Фелонюк]. - Львів: Світ, 2012. - XXII, 249 с. : портр. - 5000 экз. - ISBN 978-966-603-744-5 (т. 16)
16 том  50-томного зібрання творів М.Грушевського продовжує серію «Рецензії та огляди» й охоплює період 1905—1913 рр. У томі вміщено 155 рецензій, 6 заміток та 1 огляд, опублікованих у «Записках Наукового товариства ім. Шевченка» та «Літературно-науковому віснику».
Том 22: Серія "Монографічні історичні праці" / [упор. І. Гирич, В. Кавунник]. - 2015. - 568 с. ISBN 978-966-603-923-4 (Т. 22)
У томі 22 Творів М. Грушевського у 50-ти томах уміщено в українському перекладі працю «Очерк истории украинского народа», яку історик опублікував у 1904 р. За життя автора книга була перевидана у 1906,1911 і 1913 рр. «Очерк...» призначався для російськомовної української інтелігенції та росіян і знайомив з тисячолітньою історією українського народу від доісторичних часів і князівського періоду до доби новітнього українського відродження у XIX — на початку XX ст. Крім «Ілюстрованої історії України» — це єдина суцільна політична історія України від найдавніших часів до модерного часу. До тому увійшли «Додатки», які розкривають історію створення книжки та рецепцію суспільства на неї.
Том 23: Серія "Монографічні історичні праці" / [упоряд., передм. : Мирон Капраль, Андрій Фелонюк]. - 2014. - 602 с. : іл. - 5000 экз.- ISBN 978-966-603-882-4 (Т. 23)
23 том  50-томного зібрання творів М.Грушевського містить чотири популярні нариси з історії України, які призначалися для широкого загалу. На початку XX ст. вони відіграли важливу роль у процесі становлення української модерної нації, так як представляли новий погляд на історичний розвиток України.
Том 46. Книга 1: Рецензії на праці Михайла Грушевського (1890—1914)/ упор. В. Тельвак. — 2015. — 632 с. ISBN 978-966-603-223-5; 978-966-603-881-7 (Т. 46. Кн. І)
Том містить рецензії на праці вченого авторства визначних українських, польських, російських, німецьких та інших істориків. Публікації дозволяють реконструювати полеміку, котра точилася довкола історіографічних ідей М.Грушевського в науці його часу. Завдяки своїй жанровій специфіці опубліковані рецензії є важливим джерелом пізнання українознавчих дискусій кінця XIX — першої третини XX ст.
Том 46. Книга 2: Рецензії на праці Михайла Грушевського (1915—1938)/ упор. В. Тельвак. — 2015. — 512 с. ISBN 978-966-603-223-5; 978-966-603-916-6 (Т. 46. Кн. II)
Том містить рецензії на праці вченого авторства визначних українських, польських, російських, німецьких та ін. істориків. Ці публікації дозволяють реконструювати полеміку, котра точилася довкола історіографічних ідей М.Грушевського в науці його часу. Завдяки своїй жанровій специфіці опубліковані рецензії є важливим джерелом пізнання українознавчих дискусій кінця XIX — першої третини XX ст.
Том 47. Книга 1: Ювілейна Грушевськіана/ упор. В. Тельвак. — 2016. — 632 с.
Том містить різнопланові публікації авторства визначних інтелектуалів, котрими сучасники вченого відгукнулися на ювілеї М.Грушевського.
Том 47. Книга 2: Меморіальна Грушевськіана/ упор. В. Тельвак. — 2016. — 424 с.
Том містить різнопланові меморіальні публікації авторства визначних інтелектуалів, котрими сучасники вченого відгукнулися на трагічну смерть М.Грушевського.